# Ataques de Kabul en septiembre de 2016
Las explosiones en Kabul el 5 de septiembre de 2016 mataron a más de 41 personas e hirieron a otras 103 en dos atentados suicidas con bombas cerca del Ministerio de Defensa afgano. Los talibanes reclamaron el primer ataque y dijeron que su atacante suicida mató a 58 personas. Según se informa, un general del ejército y un jefe de policía de distrito murieron en la explosión. Los ataques duraron toda la noche con una situación de asedio y rehenes. Al menos una persona murió y seis resultaron heridas en otro ataque contra un edificio de caridad CARE International en Shāre Naw. El ataque fue reivindicado por los talibanes, con al menos 3 de sus atacantes muertos y 42 rehenes rescatados.
The attacks come after another Taliban bombing only a few days before that killed two people and at least 6 militants.